# Procesy hydrotermalne
Procesy hydrotermalne są związane najczęściej z ostatnim stadium krystalizacji magmy (tzw. stadium pomagmowe). Polegają na migracji w skałach wysokozmineralizowanych roztworów wodnych powstałych w wyniku dyferencjacji magmy oraz krystalizacji jej głównych składników. Procesy hydrotermalne są przyczyną powstawania wielu minerałów (i ich formacji złożowych), szczególnie odznaczają się przy powstawaniu pegmatytów w ich ostatnim stadium krystalizacji. Zmiany wcześniejszych faz mineralnych zachodzące przy udziale migrujących wód nazywa się metasomatozą (jeśli zachodzi znacząca zmiana składu chemicznego i mineralnego skały). Pochodzenie hydrotermalne ma wiele złóż kruszcowych (np. złoża molibdenu w postaci molibdenitu).
Podział ze względu na temperaturę
- wysokotemperaturowe – około 400 °C
- średniotemperaturowe – 300-200 °C
- niskotemperaturowe – około 100-150 °C

| Żyły wysokotemperaturowe (i grejzeny)                                                       | Żyły średniotemperaturowe związane z głębokimi ogniskami magmowymi                                            | Żyły średniotemperaturowe związane z bliskopowierzchniowymi ogniskami magmowymi powiązane z młodym wulkanizmem                   | Żyły niskotemperaturowe                                                       |
| ------------------------------------------------------------------------------------------- | --- | --- | ----------------------------------------------------------------------------- |
| kwarc, muskowit, turmaliny, topaz, beryl, kasyteryt, fluoryt, wolframit, szelit, molibdenit | kwarc, węglany (kalcyt, magnezyt, syderyt), piryt, pirotyn, arsenopiryt, sfaleryt, galena, chalkopiryt, złoto | baryt, kobaltyn, smaltyn, chloantyt, nikielin, pirargiryt, proustyt, argentyt, uraninit, bizmut rodzimy, bizmutynit, tellurki Au | kwarc, chalcedon, fluoryt, cynober, antymonit, realgar, aurypigment, markasyt |